# Muscle ilio-psoas
 (juillet 2015).
Si vous disposez d'ouvrages ou d'articles de référence ou si vous connaissez des sites web de qualité traitant du thème abordé ici, merci de compléter l'article en donnant les références utiles à sa vérifiabilité et en les liant à la section « Notes et références ».
Le muscle ilio-psoas (anciennement muscle psoas-iliaque) est un muscle pair du membre inférieur (ou pelvien) appartenant aux muscles ventraux de la ceinture pelvienne.
Il est constitué de deux chefs : le muscle grand psoas (en latin psoas major) — tendu entre la colonne lombaire et l'extrémité supérieure du fémur — et le muscle iliaque (en latin iliacus) — qui s'étend de la fosse iliaque à l'extrémité supérieure du fémur.

## Muscle grand psoas

### Origine
L'origine du muscle grand psoas est constituée de deux faisceaux :
- le premier se fixe sur les processus transverses des cinq vertèbres lombaires (L1-L5) par des languettes tendineuses[1],
- le deuxième se fixe sur les corps vertébraux de la douzième vertèbre thoracique (T12)  en empiétant sur le disque  T12-L1 et des cinq vertèbres lombaires par des lames tendineuses qui se réunissent pour former quatre arcades aponévrotiques.

Les arcades tendineuses permettent le passage des vaisseaux lombaires, des racines du plexus lombaire et des rameaux communicants du système nerveux sympathique.

### Trajet
Les deux faisceaux descendent presque verticalement et se réunissent. L'union des deux faisceaux passe devant le bord antérieur de l'os coxal en se réfléchissant vers l’arrière pour se terminer par un tendon qui rejoint celui du muscle iliaque.

## Muscle iliaque

### Origine
L'origine du muscle iliaque se situe dans la fosse iliaque interne, sur la partie supérieure de l' articulation sacro-iliaque et sur la partie latérale de la face antérieure du sacrum.
La partie supérieure de l'insertion est renforcée par des fibres aponévrotiques.

### Trajet
Les fibres musculaires descendent presque verticalement, passent devant le bord antérieur de l'os coxal en se réfléchissant vers le petit trochanter et en se terminant par un tendon qui fusionne avec celui du muscle grand psoas.

## Terminaison
Il se termine par le tendon commun entre le muscle grand psoas et le muscle iliaque.
Il traverse l'éminence iliopubienne à travers la lacune musculaire jusqu'à son insertion sur la face postérieure du petit trochanter.
La bourse ilio-pectinée sépare le tendon du muscle ilio-psoas de la face externe de la capsule articulaire de la hanche au niveau de l'éminence iliopubienne. Une bourse sous-tendineuse se situe entre le petit trochanter et l'attache du muscle ilio-psoas.

## Innervation
Le muscle ilio-psoas est innervé par des rameaux du plexus lombaire pour le corps du muscle grand psoas et par le nerf fémoral pour le muscle iliaque et la partie finale du muscle grand psoas.

## Anatomie fonctionnelle
Dans son ensemble ce muscle composé fléchit la cuisse et la porte en adduction et rotation externe.
En position debout, il fléchit la colonne vertébrale et le bassin.

## Aspect clinique
Ce muscle (composé des deux chefs) participe à la partie latérale du plancher du trigone fémoral (avec le muscle pectiné en médial).
Il joue un rôle souvent déterminant dans la genèse des "cruralgies" du fait qu'il entoure une part importante du nerf fémoral ou ancien nerf crural.

## Galerie

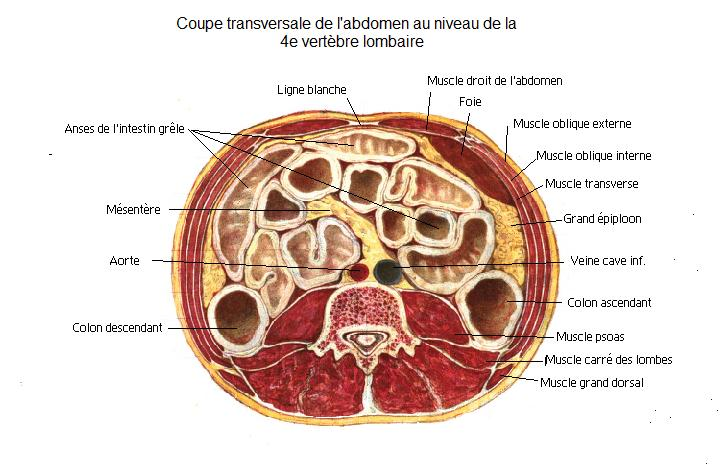
Coupe transversale de l'abdomen en L4